# بلبل خاتون
بلبل خاتون (بالتركية العثمانية: بلبل خاتون)‏، (1452 - توفيت ق. 1515)، هي إحدى زوجات السلطان العثماني بايزيد الثاني.

## حياتها
تزوجت بلبل خاتون من بايزيد الثاني عندما كان لا يزال أميرًا وحاكمًا لمقاطعة أماصيا، ثم تولى العرش بعد وفاة محمد الفاتح في 1481، وذهبت بلبل خاتن للعيش في إسطنبول، وفي العام نفسه أنجبت الابن الأكبر لها شهزاده أحمد بن بايزيد.
قامت بلبل خاتون ببناء مسجد ومطبخ الحساء في لديك، وقامت ببناء مسجد آخر ومدرسة ونافورة في أماصيا، كما قامت ببناء مدرسة دينية في بورصة، توفي ابنًا لها اسمه شهزاده محمود في 1507 وقامت ببناء قبر له في أماصيا.
وتوفي ابنها شهزاده أحمد عام 1513، فرحلت بلبل خاتون إلى مدينة بورصة، وبنيت قبر له هناك، وهو نفس القبر الذي دفنت فيه حين توفيت عام 1515.

## عائلتها
أنجبت بلبل خاتون لبايزيد ستة أبناء، هم:
- شهزاده أحمد بن بايزيد، ولد في أماصيا  ق. 1466، وتوفى في يني شير في 24 أبريل 1513، حكم شيرهان من 1481 إلى 1483 وأماصيا من 1483 إلى 1513.[5][9][10][8]
- شهزاده محمود  ولد في أماصيا ق. 1475، وتوفى في مانيسا ق. 1507، حكم قسطموني سنة 1504 وشيرهان من 1504 إلى 1507.[11][10]
- شاه خاتون، تزوجت في 1480 من محمد باشا.[12][10]
- خديجة خاتون، تزوجت من فايق باشا.[10]
- هوندي خاتون، تزوجت في عام 1484 من أحمد باشا.[5][6][10][8]
- شاه خاتون، تزوجت في 1490 من نصوح بك.[10]